# تيرونلفلي
تيرونيلڤلي (بالتاملية: திருநெல்வேலி) هي إحدى مدن ولاية تامل نادو بجنوب الهند حيث أنّها مركز تيرونيلڤلي، وكانت تيرونيلڤلي تُسمّى تاريخياً نيلّأي.
تبعد المدينة حوالي سبعمئة كيلومتر جنوب شرق تشيناي عاصمة تامل نادو.

## أعلام
- دلهي جانيش
- فيجاي شانكار